# Phillip Walker
Phillip Walker (11 de febrero de 1937 – 22 de julio de 2010) era un guitarrista y cantante de blues estadounidense, conocido sobre todo por su hit de 1959, "Hello My Darling", producido por J. R. Fulbright, aunque Walker continuó tocando durante toda su vida.

## Biografía
Walker creció en Texas y aprendió a tocar la guitarra desde niño en Houston. Trabajó con Lonesome Sundown y Lonnie Brooks, y se unió a la banda de Clifton Chenier en la década de los 50. En los sesenta, formó una banda de R&B en Los Ángeles junto a su mujer Bea Bopp. Pero no sería hasta 1969 que no comenzaría a grabar regularmente cuando se unió al productor musical Bruce Bromberg. Su álbum Bottom of the Top fue publicado por Playboy en 1973. Los discos posteriores fueron grabados por Black Top, Hightone, JSP, Joliet y Rounder Records.
Walker también es conocido por su variedad de estilos y los cambios que realizaba en cada álbum.  Su última grabación sería Going Back Home (2007) para Delta Groove Productions.

## Muerte
El 22 de julio de 2010, Delta Groove Productions enviaba un mail informando de la muerte de Walker: "Es con profundo pesar que informamos sobre el repentino e inesperado fallecimiento del legendario guitarrista de blues Phillip Walker. Murió de aparente insuficiencia cardíaca a las 4:30 AM, la madrugada del jueves 22 de julio de 2010. Tenía 73 años."

## Discografía
- 1973 Bottom of the Top (Playboy)
- 1977 Someday You'll Have These Blues (Joliet)
- 1980 The Blues Show! Live at Pit Inn (Yupiteru)
- 1982 From L.A. to L.A. (Rounder)
- 1984 Tough As I Want to Be (Rounder)
- 1988 Blues (Hightone)
- 1994 Big Blues from Texas (JSP)
- 1995 Working Girl Blues (Black Top)
- 1998 I Got a Sweet Tooth (Black Top)
- 1999 Lone Star Shootout with Lonnie Brooks and Long John Hunter (Alligator)
- 2002 Live at Biscuits & Blues (M.C.)
- 2007 Going Back Home (Delta Groove Productions)